# Валютный контроль
Валютный контроль — контроль органов и агентов валютного контроля за соблюдением валютного законодательства при осуществлении валютных операций.
Доктринальное определение (по 4-му изданию учебника Финансового права Н. И. Химичевой от 2008 года): «Валютный контроль — это контроль Правительства России, органов и агентов валютного контроля над соблюдением валютного законодательства при осуществлении валютных операций».
Органами валютного регулирования в Российской Федерации являются Центральный банк Российской Федерации и Правительство Российской Федерации.
Валютный контроль в Российской Федерации осуществляется Правительством Российской Федерации, органами и агентами валютного контроля.
Органами валютного контроля в Российской Федерации являются Центральный банк Российской Федерации, Федеральная таможенная служба и Федеральная налоговая служба. 
Агентами валютного контроля являются банки, Внешэкономбанк, а также профессиональные участники рынка ценных бумаг, таможенные органы и налоговые органы.

## Принципы
Федеральный закон Российской Федерации «О валютном регулировании и валютном контроле» определяет принципы валютного контроля:
1. приоритет экономических мер в реализации государственной политики в области валютного регулирования;
2. исключение неоправданного вмешательства государства и его органов в валютные операции;
3. единство внешней и внутренней валютных политик РФ;
4. единство системы валютного регулирования и валютного контроля;
5. обеспечение государством защиты прав и экономических интересов участников валютных операций при их осуществлении.

## Типы сделок
Валютный контроль применяется при следующих сделках:
- С участием резидентов и нерезидентов;
- С внутренними и внешними ценными бумагами;
- При сделках, совершаемых в валюте РФ и иностранной валюте.

## Этапы валютного контроля
Правила и требования валютного регулирования различаются в зависимости от типа сделок. Однако стандартный процесс валютного контроля, осуществляемого банком, состоит из следующих этапов:
- Сбор документов;
- Открытие специального счёта (в случае необходимости);
- Контрольные процедуры;
- Постановка контракта на учёт (в случае необходимости);
- Отражение информации о сделке во всех требуемых реестрах;
- Исполнение сделки, процедура резервирования;
- Возврат суммы зарезервированных средств;
- Закрытие сделки;
- Подготовка отчётности.

## Физические лица как российские валютные резиденты
В сложившихся реалиях[каких?] использование россиянами иностранных банковских счетов является необходимостью, однако российский валютный контроль накладывает достаточно сложные ограничения и обязательства на таких лиц. В случае совершения незаконных валютных операций, например, можно потерять всю сумму платежа с иностранного счёта на российский счёт.